# Красносёлка (Радомышльский район)
Красносёлка (укр. Красносілка) — село на Украине, находится в Радомышльском районе Житомирской области.
Код КОАТУУ — 1825085003. Население по переписи 2001 года составляет 42 человека. Почтовый индекс — 12235. Телефонный код — 4132. Занимает площадь 0,124 км².

## Адрес местного совета
12235, Житомирская область, Радомышльский р-н, с.Красноборка, ул. В. Черновола, 5